# Elias Katz
Elias Katz   (Turku, 22 de juny de 1901 - Gaza, 26 de desembre de 1947) va ser un atleta finlandès, especialista en curses de mig fons, que va competir durant la dècada de 1920.
El 1924 va prendre part en els Jocs Olímpics de París, on va disputar dues proves del programa d'atletisme. Va guanyar la medalla d'or en els 3.000 metres per equips, fent equip amb Paavo Nurmi i Ville Ritola, mentre en els 3.000 metres obstacles guanyà la medalla de plata.
D'origen jueu, el 1933 va emigrar a Palestina, on va fer d'entrenador de l'equip palestí per als Jocs Maccabi de 1948. Al desembre de 1947, en el decurs de la Guerra Civil durant el Mandat Britànic de Palestina, fou assassinat per milicians àrabs.

## Millors marques
- 1.500 metres. 4' 04.4" (1923)
- 3.000 metres. 8' 35.8" (1926)
- 3.000 metres obstacles. 9' 34.5" (1926)
- 5.000 metres. 15' 04.2" (1927)[1][4]